# میچ براندل
میچ براندل (انگلیسی: Mitch Brundle؛ زادهٔ ۴ دسامبر ۱۹۹۴) بازیکن فوتبال اهل بریتانیا است.
از باشگاه‌هایی که در آن بازی کرده‌است می‌توان به باشگاه فوتبال یئوویل تاون، باشگاه فوتبال چلتنهام تاون، باشگاه فوتبال گیتزهد، باشگاه فوتبال همل همپستید تاون، باشگاه فوتبال براینتری تاون، باشگاه فوتبال داگنم و ردبریج، باشگاه فوتبال بریستول سیتی، و باشگاه فوتبال دوور اتلتیک اشاره کرد.